# David Somerset

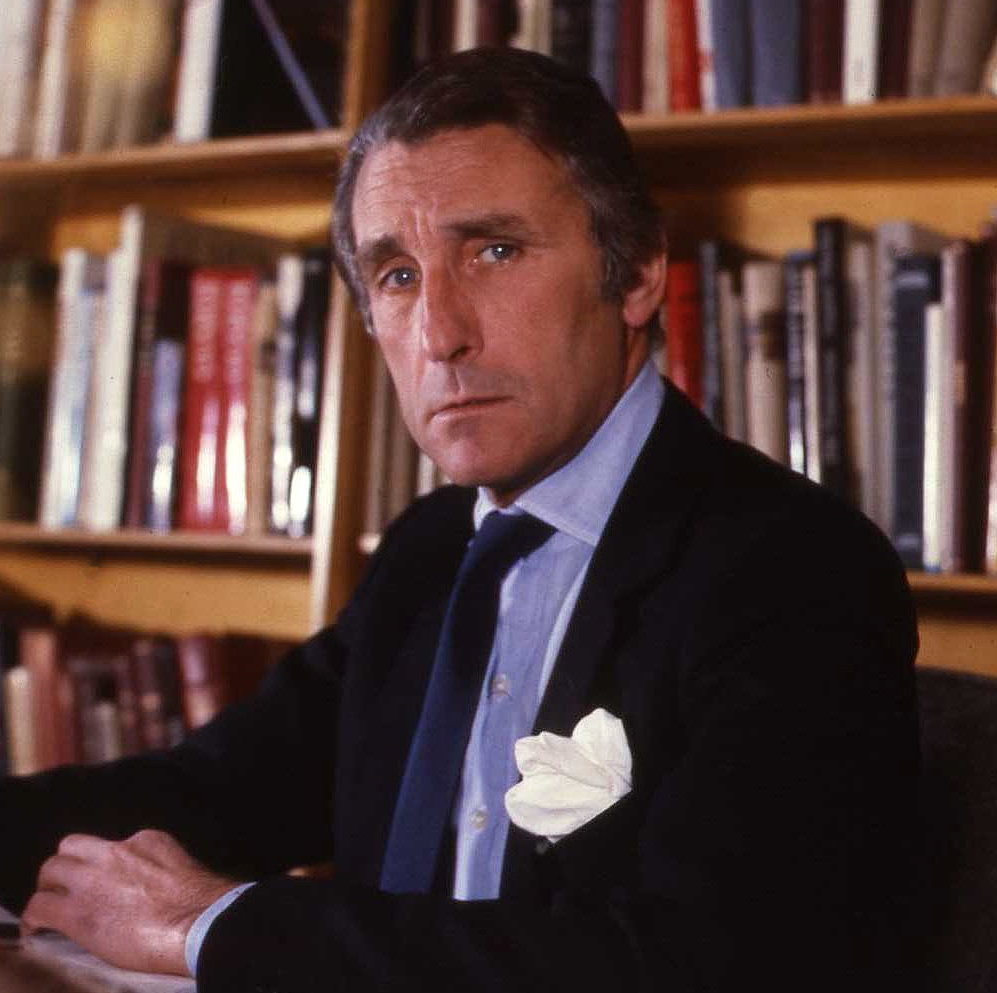
David Robert Somerset

David Robert Somerset (ur. 23 lutego 1928; zm. 16 sierpnia 2017) – brytyjski arystokrata, syn kapitana Henry’ego Roberta Somersa FitzRoya de Vere Somerseta (syna Henry’ego Charlesa Somersa Augustusa Somerseta, syna lorda Henry’ego Richarda Charlesa Somerseta, który był młodszym synem 8. księcia Beaufort) i Bettine Violet Malcolm, córki majora Charlesa Edwarda Malcolma.
Wykształcenie odebrał w Eton College. Później wstąpił do British Army i został oficerem Coldstream Guards. W 1984 r., po bezpotomnej śmierci swojego kuzyna Henry’ego, jako jego najbliższy krewny w linii męskiej, odziedziczył tytuł księcia Beaufort wraz z przysługującym mu miejscem w Izbie Lordów. W latach 1988–1990 był przewodniczącym British Horse Society. Był również przewodniczącym Marlborough Fine Arts. Na opracowanej przez Sunday Times liście najbogatszych w roku 2004, Beaufort zajął 191. miejsce z majątkiem ocenianym na 218 milionów funtów.
5 lipca 1950 r. poślubił lady Caroline Jane Thynne (ur. 28 sierpnia 1928, zm. 22 kwietnia 1995), córkę Henry’ego Thynne’a, 6. markiza Bath, i Daphne Winifred Louise Vivian, córki 4. barona Vivian. David i Caroline mieli razem trzech synów i córkę:
- Henry John FitzRoy Somerset (ur. 22 maja 1952), markiz Worcester, dziedzic tytułów ojcowskich, poślubił Tracy Ward, ma dzieci
- Anne Mary Somerset (ur. 21 stycznia 1955), żona Matthew Carra, ma dzieci
- Edward Alexander Somerset (ur. 1 maja 1958), ożenił się z Georgianą Davidson, ma dzieci
- John Robert Somerset (ur. 5 listopada 1964), ożenił się z Cosimą Vane-Tempest-Stewart, ma dzieci

2 czerwca 2000 r. poślubił Mirandę Elisabeth Morley, córkę brygadiera Michaela Fredericka Morleya. Małżonkowie nie mają dzieci.